# Estudios Garate
Los estudios Garate son unos estudios de grabación fundados por Kaki Arkarazo, el que fuera guitarrista de M-ak, Kortatu, Negu Gorriak o Nación Reixa. Se encuentran situados en un antiguo caserío en el término municipal de Andoáin (Guipúzcoa, País Vasco).
El estudio consta de dos estudios de grabación y un equipo móvil para grabaciones en directo.
En el estudio trabajan, además del propio Kaki, Mikel Abrego y Haritz Harreguy como músicos, productores y técnicos de sonido e Izaskun Silva como relaciones públicas.
Por los estudios han pasado grupos y músicos como Chucho, ADN, Fermin Muguruza, Vetusta Morla, Dixebra, Kashbad, Anari, Amparanoia, Betagarri, Banda Bassotti, Atom Rhumba, Los Deltonos, Habeas Corpus, Eraso!, Soziedad Alkoholika, Sagarroi, Skalariak, Berri Txarrak, Kaótiko, Kuraia, Miqui Puig, Manta Ray, Cultura Probase, La Maravillosa Orquesta del Alcohol, Maika Makovski o el grupo de payasos Takolo, Pirritx eta Porrotx.